# Oligodon waandersi
Oligodon waandersi är en ormart som beskrevs av Bleeker 1860. Oligodon waandersi ingår i släktet Oligodon och familjen snokar. Inga underarter finns listade i Catalogue of Life.
Arten förekommer på Sulawesi och på mindre öar i närheten. Honor lägger ägg.